# George D. Pallade
George D. Pallade (n. 20 ianuarie 1857, Bârlad – d. 27 mai 1903, Bârlad) a fost un jurist, profesor, ziarist și om politic român, care a îndeplinit funcția de ministru de finanțe al României în două perioade (1898-1899 și 1901-1902).

## Biografie
George D. Pallade s-a născut la data de 20 ianuarie 1857, în orașul Bârlad, ca descendent al uneia din cele mai vechi familii de boieri moldoveni.
A terminat cursurile școlii primare și ale Liceului "Gh. Roșca Codreanu" (promoția 1876). Și-a continuat studiile în România, devenind licențiat al Facultății de Drept din București (1880).
După absolvirea facultății, a activat un timp ca judecător de instrucție la București, după care a început să practice avocatura în Baroul Ilfov. În paralel, a fost și profesor de economie politică și științe juridice la Școala liberă de științe politice din București. De asemenea, colaborează la mai multe publicații, cum ar fi: „Românul” și „Naționalul” și a condus „Gazeta Poporului”.
În anul 1884, devine membru al P.N.L., fiind ales în același an ca deputat, în trei legislaturi (1884,1888,1891). În această calitate, are un rol important în susținerea ideii lui C.A. Rosetti privind constituirea Colegiului electoral unic și libertatea presei.
A predat cursuri de economie politică la Școala liberă de Științe de Stat.
Ca avocat și ziarist a colaborat la "Românul" și "Gazeta Poporului" (al cărui director a fost până în 1895, când a devenit ministru).
Din 1888 devine dizident al Partidului Liberal și creează (cu o parte dintre conservatori și cu radicalii liberali) așa-numita Opoziție Unită. Ca membru al „Opoziției Unite”, a atacat prin toate mijloacele guvernul condus de I.C. Brătianu.
Odată cu unificarea Partidului Liberal (după moartea lui I. C. Brătianu), G. D. Palade revine la Partidul Liberal (1891), devenind membru al Comitetului Executiv al acestui partid.
A îndeplinit de mai multe ori funcții de ministru în guvernele liberale formate de către Dimitrie A. Sturdza: ministrul agriculturii, industriei, comerțului și domeniilor (4 octombrie 1895 - 21 noiembrie 1896), ministrul justiției (12 ianuarie - 1 octombrie 1898), ministru de finanțe (1 octombrie 1898 - 30 martie 1899 și 14 februarie 1901 - 9 ianuarie 1902) și ministru de interne (18 iulie - 22 noiembrie 1902, când și-a dat demisia din cauza unei boli cardiace).
Moare în Bârlad la 27 mai 1903 în Grădina Publică, în vârstă de numai 46 ani, la banchetul oferit lui de către municipalitatea bârlădeană cu ocazia inaugurării statuii sale, acolo.

## Galerie de imagini

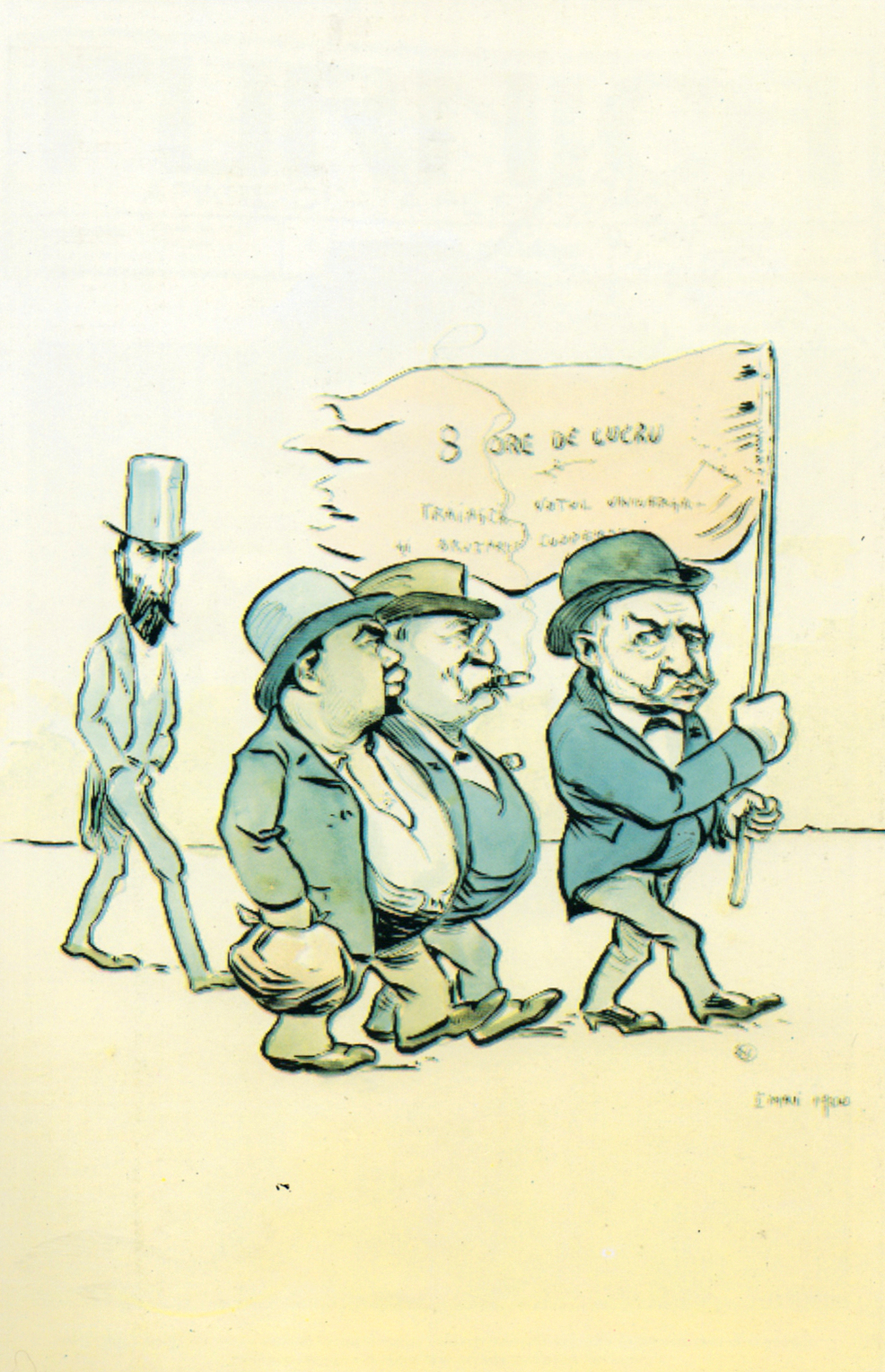
1 Mai 1900 - 8 ore de lucru (D.A. Sturdza, Anastase Stolojan, Gheorghe Pallade și ... Mihail Pherekyde), caricatură de Nicolae S. Petrescu-Găină